# بخش مرکزی شهرستان اسفراین

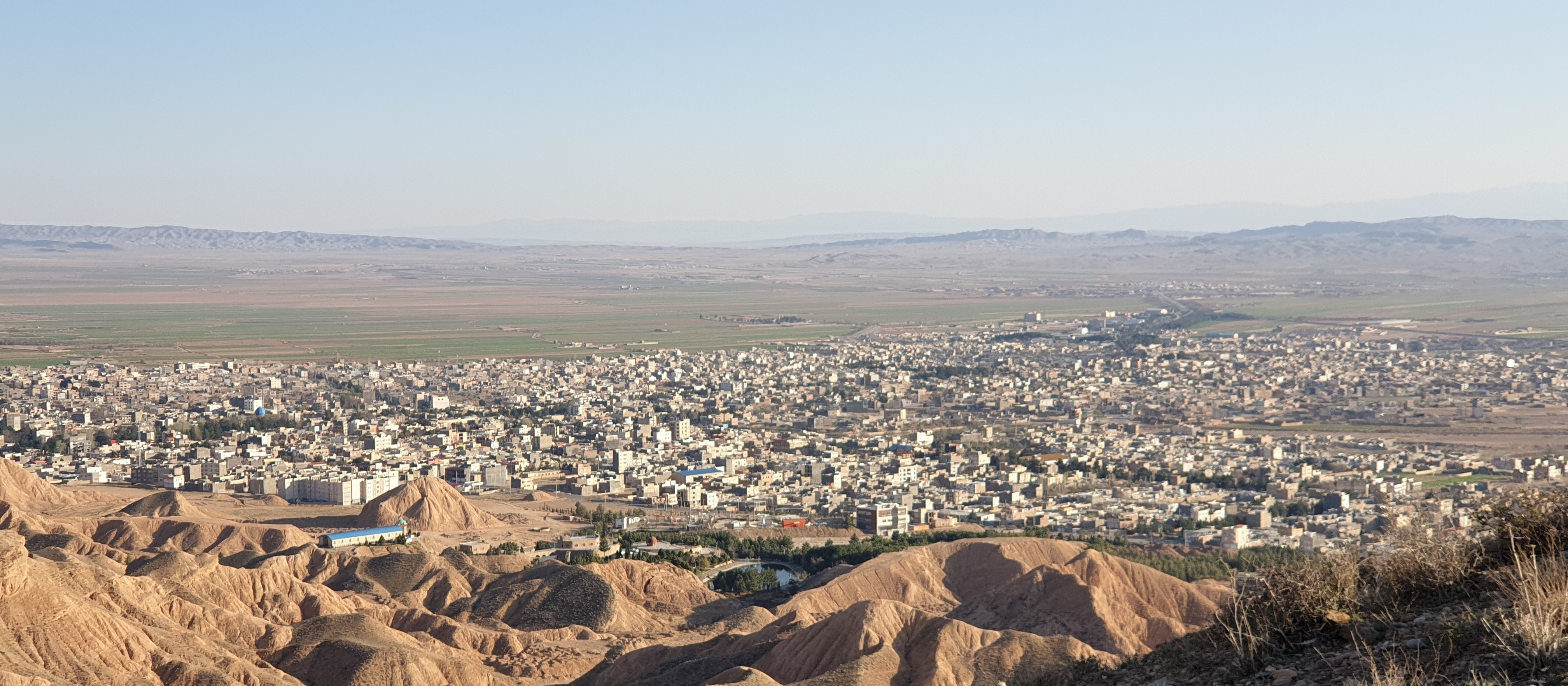
دورنمای شهر اسفراین

بخش مرکزی شهرستان اسفراین یکی از بخش‌های شهرستان اسفراین در استان خراسان شمالی ایران است.

## تقسیمات کشوری
- بخش مرکزی شهرستان اسفراین
  - دهستان آذری
  - دهستان دامنکوه
  - دهستان زرق آباد
  - دهستان روئین
  - دهستان میلانلو

شهرها: اسفراین

## جمعیت
بنابر سرشماری مرکز آمار ایران، جمعیت بخش مرکزی شهرستان اسفراین در سال ۱۳۸۵ برابر با ۱۰۱۲۸۳ نفر بوده است.